# Aphonopelma gertschi
Aphonopelma gertschi är en spindelart som beskrevs av Smith 1995. Aphonopelma gertschi ingår i släktet Aphonopelma och familjen fågelspindlar. Inga underarter finns listade i Catalogue of Life.